# EPAM Systems
EPAM Systems – amerykańska firma informatyczna o białoruskich korzeniach, założona w 1993 roku przez dwóch kolegów z klasy Arkadija Dobkina i Leonida Loznera. Firma produkuje oprogramowanie na zamówienie i świadczy usługi konsultingowe. EPAM Systems ma siedzibę w Newtown w Pensylwanii i biura w ponad 40 krajach.
W 2021 r. firma EPAM Systems zajęła 1804. miejsce na liście Forbes Global 2000 i została uwzględniona w indeksie S&P 500.

## Założenie i rozwój firmy
Firma EPAM została założona w 1993 roku w Mińsku na Białorusi. Nazwa firmy pochodzi od słów "Effective Programming for America". Pierwsze biura zostały otwarte w USA i na Białorusi. Później firma aktywnie się rozwijała i otwierała biura w innych krajach świata.
W 2004 roku EPAM przejął Fathom Technology na Węgrzech, a w 2006 roku - VDI w Rosji. W wyniku tych przejęć firma stała się międzynarodowa i została nazwana EPAM Systems.
W 2012 roku EPAM dokonała szeregu przejęć na rynku północnoamerykańskim, w tym Thoughtcorp w Kanadzie i Empathy Lab, głównego dostawcy strategii cyfrowej i usług wielokanałowego zaangażowania.
W 2014 roku EPAM przejęła chińską firmę informatyczną Jointech oraz amerykańskiego dostawcę usług w zakresie opieki zdrowotnej i nauk przyrodniczych GGA Software Services.
W 2015 r. EPAM przejął amerykańskie firmy NavigationArts, specjalizującą się w doradztwie cyfrowym i projektowaniu, oraz Alliance Global Services, świadczącą usługi w zakresie strategii cyfrowej.
W 2016 roku EPAM przejęła chińską firmę Dextrys, zatrudniającą 400 pracowników.
W 2018 roku EPAM wchłonął amerykańską firmę Continuum, zatrudniającą ponad 150 pracowników, oraz agencję cyfrową TH_NK, jedną ze 100 najlepszych agencji cyfrowych w Wielkiej Brytanii.
Competentum, test IO i NAYA Technologies ze spółką zależną NAYA Tech dołączyły do firmy w 2019 roku.
W październiku 2023 r. ogłosiła zawarcie umowy o współpracy strategicznej (SCA) z Amazon Web Services (AWS), aby pomóc przedsiębiorstwom w rozwiązywaniu złożonych wyzwań biznesowych, stymulowaniu wzrostu i skalowaniu innowacji poprzez najnowocześniejsze rozwiązania, usługi i strategie w chmurze.

## Działalność firmy
EPAM Systems świadczy szeroki zakres usług w zakresie rozwoju oprogramowania, doradztwa i outsourcingu. Firma współpracuje z klientami z różnych branż, w tym usług finansowych, opieki zdrowotnej, technologii, handlu detalicznego i produkcji.
EPAM Systems wykorzystuje zaawansowane technologie i metody do tworzenia oprogramowania, które spełnia potrzeby klientów. Firma koncentruje się na innowacjach i stale rozwija nowe produkty i usługi.
W Polsce EPAM jest obecny w pięciu miastach: Krakowie, Gdańsku, Wrocławiu, Katowicach i Warszawie. Firma EPAM Polska otrzymała certyfikat Great Place To Work®, przyznawany przez światowy autorytet w dziedzinie kultury miejsca pracy.
13 grudnia 2023 EPAM Systems, Inc. ogłosiła wprowadzenie na rynek platformy sztucznej inteligencji typu open source DIAL.